# Grand Prix Německa 1951
V pořadí čtrnáctá Grand Prix Německa (XIV Großer Preis von Deutschland) se v roce 1951 jela jako 13. Velká cena seriálu Mistrovství světa Formule 1 29. července na okruhu Nürburgring. Závod měl dvacet kol o délce 22,81 km, celkem kjezdci ujeli 456,2 km. Tato Velká cena skončila prvním vítězstvím Alberta Ascariho a druhým pro stáj Ferrari.

## Kvalifikace
| Poř.   | *  | Jezdec                | Konstruktér        | Čas       | Rozdíl   |
| ------ | -- | --------------------- | ------------------ | --------- | -------- |
| 1      | 71 | Alberto Ascari        | Ferrari            | 9:55.8    | –        |
| 2      | 74 | José Froilán González | Ferrari            | 9:57.5    | + 1.7    |
| 3      | 75 | Juan Manuel Fangio    | Alfa Romeo         | 9:59.0    | + 3.2    |
| 4      | 76 | Nino Farina           | Alfa Romeo         | 10:01.1   | + 5.3    |
| 5      | 72 | Luigi Villoresi       | Ferrari            | 10:06.6   | + 10.8   |
| 6      | 73 | Piero Taruffi         | Ferrari            | 10:12.9   | + 17.1   |
| 7      | 78 | Paul Pietsch          | Alfa Romeo         | 10:15.7   | + 19.9   |
| 8      | 91 | Rudi Fischer          | Ferrari            | 10:23.8   | + 28.0   |
| 9      | 82 | Robert Manzon         | Simca-Gordini      | 10:28.9   | + 33.1   |
| 10     | 77 | Felice Bonetto        | Alfa Romeo         | 10:46.1   | + 50.3   |
| 11     | 87 | Yves Giraud-Cabantous | Talbot-Lago-Talbot | 10:52.8   | + 57.0   |
| 12     | 83 | André Simon           | Simca-Gordini      | 10:57.5   | + 1:01.7 |
| 13     | 85 | Louis Chiron          | Talbot-Lago-Talbot | 11:00.2   | + 1:04.4 |
| 14     | 81 | Maurice Trintignant   | Simca-Gordini      | 11:07.5   | + 1:11.7 |
| 15     | 84 | Louis Rosier          | Talbot-Lago-Talbot | 11:08.2   | + 1:12.4 |
| 16     | 79 | Toulo de Graffenried  | Maserati           | 11:25.6   | + 1:29.8 |
| 17     | 92 | Toni Branca           | Maserati           | 11:26.7   | + 1:30.9 |
| 18     | 94 | Johnny Claes          | Talbot-Lago-Talbot | 11:33.9   | + 1:38.1 |
| 19     | 90 | Pierre Levegh         | Talbot-Lago-Talbot | 11:41.9   | + 1:46.1 |
| 20     | 88 | Duncan Hamilton       | Talbot-Lago-Talbot | 11:49.3   | + 1:53.5 |
| 21     | 86 | Philippe Étancelin    | Talbot-Lago-Talbot | 11:52.9   | + 1:57.1 |
| 22     | 93 | Jacques Swaters       | Talbot-Lago-Talbot | 12:09.1   | + 2:13.3 |
| 23     | 89 | David Murray          | Maserati           | Žádný čas | –        |
| Zdroj: |    |                       |                    |           |          |

## Závod
| Poř.   | No. | Jezdec                | Konstruktér        | Počet kol | Čas/Odstoupení | Pořadí na startu | Body |
| ------ | --- | --------------------- | ------------------ | --------- | -------------- | ---------------- | ---- |
| 1      | 71  | Alberto Ascari        | Ferrari            | 20        | 3:23:03.3      | 1                | 8    |
| 2      | 75  | Juan Manuel Fangio    | Alfa Romeo         | 20        | +30.5          | 3                | 71   |
| 3      | 74  | José Froilán González | Ferrari            | 20        | +4:39.0        | 2                | 4    |
| 4      | 72  | Luigi Villoresi       | Ferrari            | 20        | +5:50.2        | 5                | 3    |
| 5      | 73  | Piero Taruffi         | Ferrari            | 20        | +7:49.1        | 6                | 2    |
| 6      | 91  | Rudi Fischer          | Ferrari            | 19        | +1 kolo        | 8                |      |
| 7      | 82  | Robert Manzon         | Simca-Gordini      | 19        | +1 kolo        | 9                |      |
| 8      | 84  | Louis Rosier          | Talbot-Lago-Talbot | 19        | +1 kolo        | 15               |      |
| 9      | 90  | Pierre Levegh         | Talbot-Lago-Talbot | 18        | +2 kola        | 19               |      |
| 10     | 93  | Jacques Swaters       | Talbot-Lago-Talbot | 18        | +2 kola        | 22               |      |
| 11     | 94  | Johnny Claes          | Talbot-Lago-Talbot | 17        | +3 kola        | 18               |      |
| Ret    | 87  | Yves Giraud-Cabantous | Talbot-Lago-Talbot | 17        | Nehoda         | 11               |      |
| Ret    | 81  | Maurice Trintignant   | Simca-Gordini      | 13        | Motor          | 14               |      |
| Ret    | 77  | Felice Bonetto        | Alfa Romeo         | 12        | Magneto        | 10               |      |
| Ret    | 88  | Duncan Hamilton       | Talbot-Lago-Talbot | 12        | Čerpadlo       | 20               |      |
| Ret    | 78  | Paul Pietsch          | Alfa Romeo         | 11        | Nehoda         | 7                |      |
| Ret    | 83  | André Simon           | Simca-Gordini      | 11        | Motor          | 12               |      |
| Ret    | 76  | Nino Farina           | Alfa Romeo         | 8         | Přehřívání     | 4                |      |
| Ret    | 86  | Philippe Étancelin    | Talbot-Lago-Talbot | 4         | Převodovka     | 21               |      |
| Ret    | 85  | Louis Chiron          | Talbot-Lago-Talbot | 3         | Zapalování     | 13               |      |
| Ret    | 92  | Toni Branca           | Maserati           | 3         | Motor          | 17               |      |
| Ret    | 79  | Toulo de Graffenried  | Maserati           | 2         | Motor          | 16               |      |
| Zdroj: |     |                       |                    |           |                |                  |      |

Poznámky
- ^1 – Včetně bodu navíc za nejrychlejší kolo.

### Nejrychlejší kolo
- Juan-Manuel FANGIO Alfa Romeo 9'558 – 137,825 km/h

### Vedení v závodě
- 1.–4. kolo – Juan Manuel Fangio
- 5.–9. kolo – Alberto Ascari
- 10. kolo – José Froilán González
- 11.–14. kolo – Juan Manuel Fangio
- 15.–20. kolo – Alberto Ascari

## Průběžné pořadí po závodě

### Pohár jezdců
|        | Poř. | Jezdec                | Body    |
| ------ | ---- | --------------------- | ------- |
|        | 1    | Juan Manuel Fangio    | 27 (28) |
| 4      | 2    | Alberto Ascari        | 17      |
| 1      | 3    | José Froilán González | 15      |
| 2      | 4    | Nino Farina           | 15      |
| 2      | 5    | Luigi Villoresi       | 15      |
| Zdroj: |      |                       |         |